# Szechuanosaurus
Szechuanosaurus là một chi khủng long, được Yang Z. J. (as Young C. C.) mô tả khoa học năm 1942.